# Stadio municipale di Tušanj
Lo Stadio municipale di Tušanj (in bosniaco Gradski stadion Tušanj) è il principale impianto calcistico e atletico della città di Tuzla, in Bosnia ed Erzegovina.

## Storia
La costruzione dell'impianto iniziò nella primavera del 1947 e la prima partita si giocò il 4 agosto 1956 tra il Sloboda Tuzla e Željezničar. La struttura fu inaugurata ufficialmente solamente un anno dopo, il 28 luglio 1957 con la partita tra i Crveno-crni e il NK Zagabria, vinse la squadra casalinga per 5 a 2 dinanzi a più di 10.000 spettatori. 
Il 4 settembre 2014 lo stadio ha ospitato l'amichevole tra la Bosnia ed Erzegovina e il Liechtenstein, vinta per 3 a 0 dai Zmajevi.

## Incontri internazionali di rilievo

### Calcio
| Arbitro: | Danilo Grujić |

|                                                     |           |  |
| Vedad Ibišević 2’ Vedad Ibišević 14’ Edin Džeko 24’ | Marcatori |  |